# Psilocerea lemur
Psilocerea lemur là một loài bướm đêm trong họ Geometridae.